# Апосту, Джордже
Джордже Апосту (рум. George Apostu; 20 декабря 1934, Станишешти близ Текуч, Западная Молдавия — 13 октября 1986, Париж, Франция) — румынский скульптор.

## Биография
До 1959 года обучался в Институте изобразительных искусств «Николае Григореску» в Бухаресте, ученик Иона Лучана Мурну и Константина Бараски.
Начиная с 1964 года и до смерти провёл многочисленные персональные и групповые выставки в Румынии и за рубежом (Франция, Дания, Бельгия, Венгрия, Нидерланды, Италия, Испания, Болгария, Бразилия, Индия, Польша, СССР, Финляндия, ЧССР и др.).
В 1983 году получил назначение на должность руководителя творческой мастерской при мэрии Парижа.
Похоронен на парижском кладбище Пер-Лашез.

## Творчество
В начале своего творчества Апосту нашёл вдохновение в народном творчестве. Автор, преимущественно, скульптур из дерева и камня, предметов этнографического характера, которые отразили стилистическое новаторство, индивидуальные способы выражения, освобожденные от клише и условностей узкого академического реализма.

## Награды
- Орден «За особые заслуги в деле строительства социализма по случаю 50-летия создания Коммунистической партии Румынии»
- 1966 — Премия им. Иона Андрееску Румынской академии
- 1970 — Первая премия Союза художников Румынии
- 1971 — Орден «За заслуги перед культурой»[рум.] II класса (Румыния)
- Почётный гражданин города Текуч.